# جنویو ساومور
جنویو ساومور (به انگلیسی: Geneviève Saumur) (زادهٔ ۲۳ ژوئن ۱۹۸۷) شناگر اهل کانادا است.